# Thomas Willmore

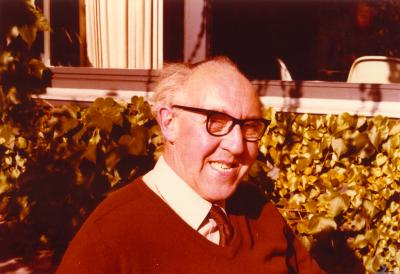
Thomas Willmore, Oberwolfach 1979

Thomas James Willmore (* 16. April 1919 in Gillingham; † 20. Februar 2005) war ein britischer Mathematiker, der sich mit Differentialgeometrie befasste.

## Leben
Willmore studierte am King’s College London mit dem Abschluss 1939. Im Zweiten Weltkrieg arbeitete er für die Royal Air Force an Systemen von Fesselballons zur Luftabwehr (unter anderem gegen V1-Raketen, die bei Kontakt mit den Leinen explodierten) und schrieb gleichzeitig seine Dissertation. 1943 wurde er an der Universität London promoviert mit einem Thema aus der Allgemeinen Relativitätstheorie und Kosmologie (Clock regraduations and general relativity). Die Anregung zur Beschäftigung damit kam, nachdem er eine Vorlesung von Albert Einstein hörte. 1946 wurde er Lecturer an der University of Durham. 1954 wechselte er an die University of Liverpool, an der schon Arthur Geoffrey Walker war, mit dem er 1953 ein Buch über harmonische Räume veröffentlicht hatte. Ein Grund dafür war nach Aussagen seiner Witwe, dass einer der Professoren in Durham, der im Ersten Weltkrieg verwundet worden war, sich weigerte deutsche Mathematikbücher für die Universitätsbibliothek anzuschaffen. 1965 ging er wieder an die University of Durham als Professor für Reine Mathematik. In Durham begründete er 1974 die Durham Symposia der London Mathematical Society. Er war mehrmals Leiter der Mathematikfakultät in Durham. 1984 emeritierte er.
Er war der erste Mathematik-Professor in Großbritannien ohne einen Hintergrund an den Eliteuniversitäten Oxford oder Cambridge. Er war zwar in Cambridge zugelassen worden, das Studium war ihm dort aber zu teuer.
Er führte das Konzept der Willmore-Energie ein, die als elastische Biegungsenergie in den dreidimensionalen Raum eingebetteter Flächen aufgefasst werden kann und zum Beispiel Anwendungen auf Zellmembranen hat- diese versuchen sie zu minimieren. Sie ist gleich dem Integral des Quadrats der mittleren Krümmung über die Fläche. Eine Vermutung über eine untere Schranke der Willmore-Energie eines Torus (und allgemein Flächen vom Geschlechter größer oder gleich 1) im dreidimensionalen Raum ist nach ihm benannt. Die Vermutung erwies sich als fruchtbar für die Forschung in der Differentialgeometrie. In diesem Zusammenhang stehen auch nach ihm benannte Willmore-Flächen, Verallgemeinerungen von Minimalflächen die die Willmore-Energie minimal machen.
1994 wurde er Ehrendoktor der Open University. 1977 bis 1979 war er Vizepräsident der London Mathematical Society. Er war Mitglied der Königlich Belgischen Akademie der Wissenschaften.
Er war mit der Mathematikerin Gillian Boughton verheiratet.
Willmore war ein persönlicher Freund von Edward Collingwood und sorgte dafür, dass dessen mathematische Bibliothek nach Durham kam, kenntlich an in Holz von Nelsons Flaggschiff Victory gebundenen Büchern – Collingwood war ein Nachkomme des Admirals Collingwood.

## Schriften
- mit H. S. Ruse, Arthur Geoffrey Walker Harmonic spaces, 1953
- An introduction to differential geometry, Oxford University Press 1959
- mit Nigel Hitchin Global Differential Geometry, Ellis Horwood 1984
- Riemannian Geometry, Oxford University Press 1997